# Поход Делагарди

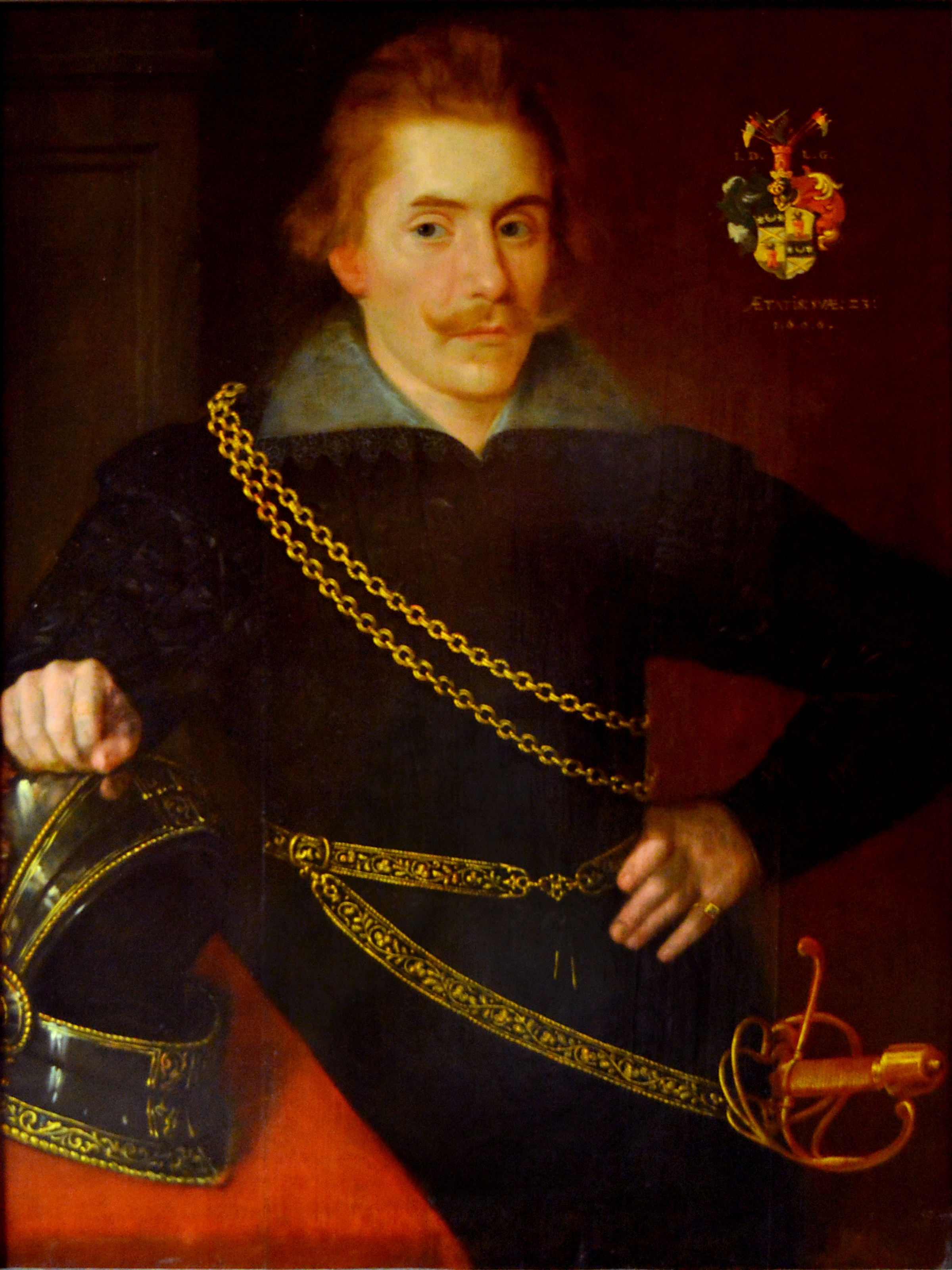
Якоб Делагарди. 1606 г.

Похо́д Делага́рди (швед. De la Gardieska fälttåget)  — участие шведского вспомогательного корпуса под командованием Якоба Делагарди и Эверта Горна в событиях Смутного времени на стороне правительства Василия Шуйского. По условиям Выборгского договора и секретного протокола к нему шведский корпус на протяжении 1609 — начала 1610 годов, действуя совместно с войсками М. В. Скопина-Шуйского против сторонников Лжедмитрия II и польских интервентов, участвовал в освобождении северо-западных русских городов. Победы правительственных войск с одной стороны и возмущение произволом тушинских отрядов Лжедмитрия II с другой привлекли на сторону царя некоторые отложившиеся города, что укрепило его позиции и дало возможность сформировать ополчение.
С середины лета 1609 года шведское участие перестало играть решающую роль, а во время Клушинской битвы бо́льшая часть наёмников вообще перешла на сторону противника. Сражение было проиграно, и Делагарди, заключив перемирие, с небольшим отрядом вернулся в Торжок. Однако к этому времени изменилась политическая ситуация: бояре свергли Шуйского и признали царём польского королевича Владислава Жигимонтовича. 
Шуйский пообещал отдать крепость Корела Карлу IX за оказанную помощь в борьбе с Лжедмитрием II.
Но новое русское правительство Семибоярщина отказало в этом.
В этих условиях шведы стали активно преследовать собственные интересы и захватывать сами русские земли — началась шведская интервенция.

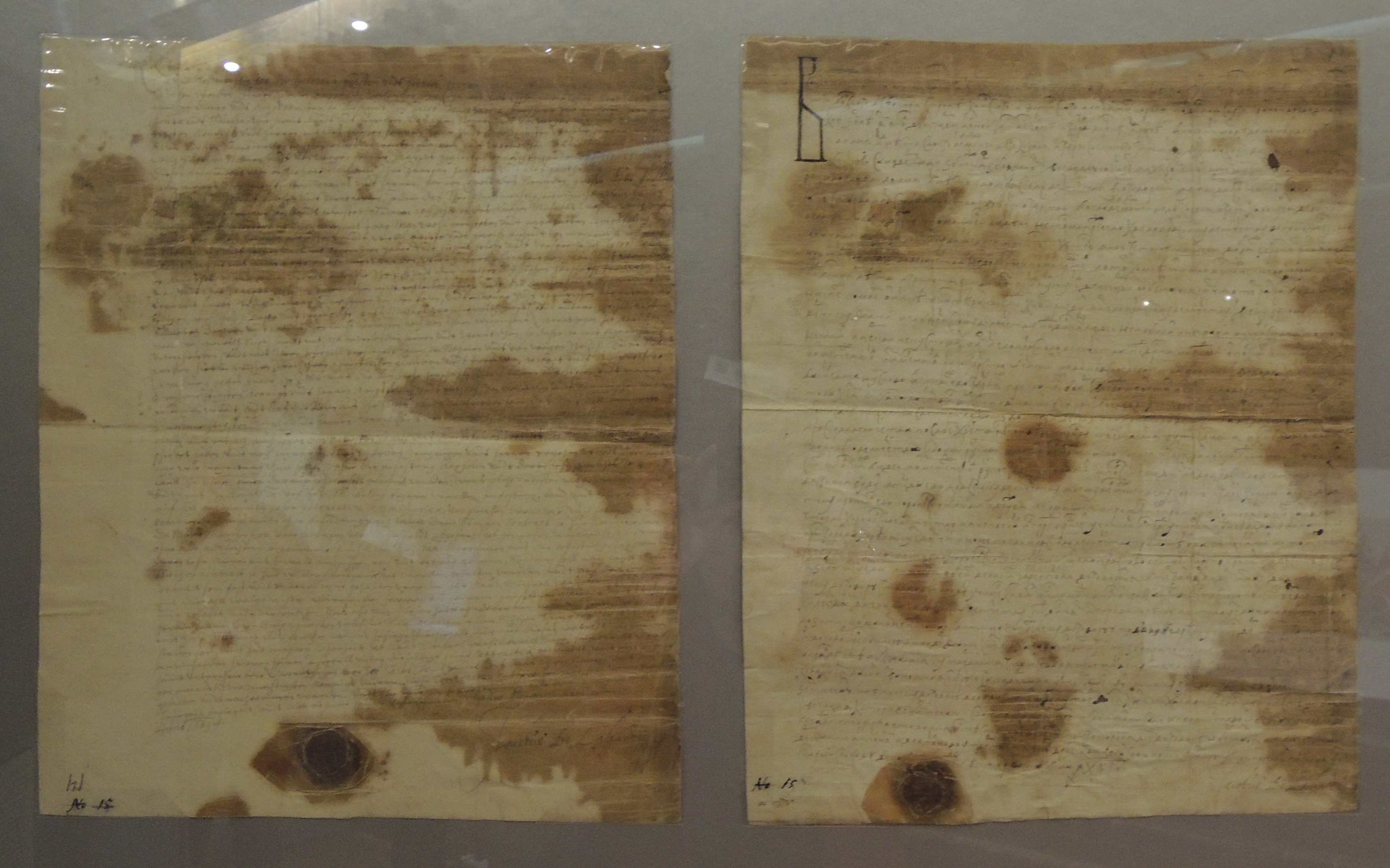
Договор между Я. Делагарди и князем Михаилом Васильевичем Скопиным-Шуйским, подписанный в Александровской слободе, о присылке в Россию вспомогательного шведского войска. 1609, 17 декабря. РГАДА.

## Дорога в Новгород
По договору, заключённому в Выборге в феврале 1609, шведский король соглашался предоставить в распоряжение М. В. Скопина-Шуйского корпус наёмников численностью в 5000 человек и, кроме того, некоторое количество войск «в знак дружбы к царю». Командиром корпуса был назначен молодой военачальник Якоб Понтуссон Делагарди, в декабре 1608 ставший генерал-лейтенантом над всем шведским войском в Финляндии. Прибыв 5 марта в Выборг (тогда шведский), он получил дополнительные указания в соответствии с формулой договора, и 11 марта отправился с войсками в Новгород.

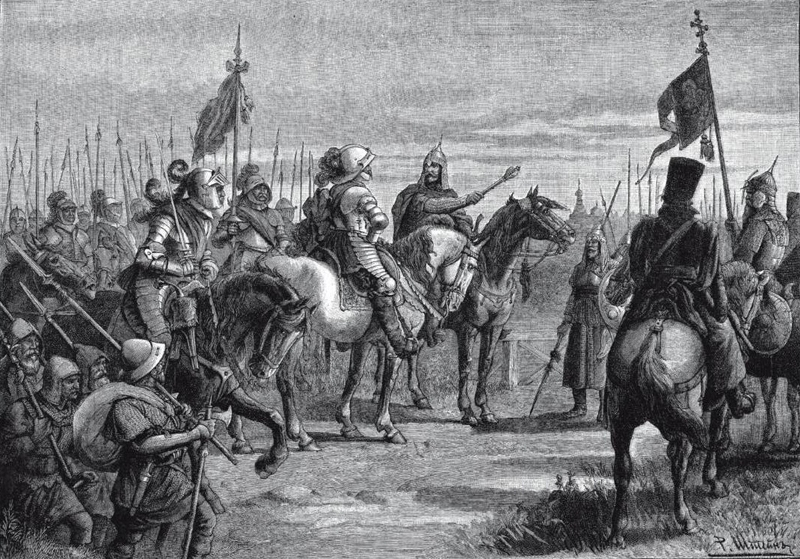
Скопин-Шуйский встречает шведского воеводу Делагарди близ Новгорода

Корпус перешёл границу 26 (или 27) марта, и у деревни Систербек был встречен небольшим русским отрядом. Вместе они попытались осадить Копорье, но Делагарди не хотел терять времени на осаду хорошо укреплённой второстепенной крепости и поспешил навстречу войскам Скопина-Шуйского. Подойдя к Новгороду, Делагарди по требованию новгородцев оставил войска в Тесове, а сам со свитой отправился в город. Во время личной встречи Скопин-Шуйский выдал подтвердительные записи на Выборгский договор и протокол к нему, а также раздал наёмникам, к их неудовольствию, лишь часть жалования.

## Поход к Москве
2 мая русское войско численностью около 5000 человек и шведский корпус разными дорогами, вокруг озера Ильмень, выступили к Москве, уже несколько месяцев осаждаемой сторонниками Лжедмитрия II. Однако ещё до этого авангард под командой воеводы Фёдора Чулкова и подполковника Эверта Горна занял Порхов и Орешек., а затем повернул к Старой Руссе, занятой отрядом Кернозицкого. Пользуясь тем, что русско-шведский отряд оторвался от основных сил, Кернозицкий оставил город, отошёл на юг, и 25 апреля дал бой у села Каменка. Сторонники Лжедмитрия II потерпели сокрушительное поражение. Известие об этой победе заставило жителей Торопца сдаться без боя.

### Битва под Торжком
Известие о поражении Кернозицкого обеспокоило гетмана Рожинского  в Тушино. К Торжку, у которого должны были встретиться русские и шведские войска, был выслан отряд полковника Александра Зборовского и князя Григория Шаховского численностью в 3 тысячи человек. Тушинцы первыми подошли к городу, но не смогли его взять. 17 июня у города произошло сражение между осаждающими и подошедшим 2-тысячным русско-шведским авангардом, закончившееся победой правительственных войск, хотя и не такой блестящей, как пишут шведские историки, говоря лишь о 15 погибших.

### Тверское сражение
Узнав от пленных, что к Торжку приближается большое русско-шведское войско, Зборовский отошёл к Твери. Туда же подошли подкрепления и остатки отряда Кернозицкого. Сторонники Лжедмитрия II, имея общим счётом около 5 тысяч человек, рассчитывали воспрепятствовать переправе через реку и прибытию войск в Москву. К концу июня в Торжке соединились отряды Скопина-Шуйского, шведский вспомогательный корпус и около 3 тысяч человек смоленского ополчения князя Якова Барятинского.
В начале июля союзные войска подошли к Твери и встали лагерем на некотором отдалении от противника. 10 июля Зборовский в письме предложил Делагарди перейти служить Лжедмитрию II. Он отказался, и 11 июля войска сошлись в первой битве у Твери. Описание битвы сильно расходится в шведских, польских и русских источниках. Так или иначе, из-за сильного дождя сражение закончилось безрезультатно; на следующий день битва не возобновлялась. Зборовский был тяжело ранен в первый день и рано утром 13 июля союзное войско внезапно ударило по неорганизованному противнику, тушинцы потеряли в сражении много людей и отступили в Кремль. Делагарди предпринял несколько штурмов крепости, но все они закончились неудачей. Через несколько дней военачальники двинулись к Москве, рассчитывая на то, что разбитый враг сам покинет город, как оно позже и случилось.

### Бунт наёмников
Переправившись через Волгу, войска направились к Калязину, когда среди финнов начался бунт, одной из причин которого была задержка жалования. И хотя Делагарди уговорил их продолжить поход, вскоре взбунтовались и дезертировали французы и немцы. Корпус вернулся к Твери, но несмотря на то, что Скопин-Шуйский прислал для раздачи 2 тысячи рублей и коней, многие требовали возвращения в Швецию. Делагарди уступил требованиям, и значительно уменьшившийся корпус начал отступление сначала в Торжок, а затем в Валдай. По дороге солдаты грабили местное население:

на пути из-под Твери шведские солдаты вознаградили себя за все, даже жены и дочери крестьян были в их полном распоряжении,

но тем не менее продолжали дезертировать, и в августе в корпусе оставалось не более 1200 человек. К началу осени Делагарди получил от царя 12 тысяч ефимков с подтверждением условий договора и с настоятельной просьбой «поскорее присоединиться к Скопину», и две договорные записи от Скопина-Шуйского, подтверждающие оговорённую в секретном протоколе передачу Корелы, адресованные Делагарди и королю Карлу IX. Только к концу сентября корпус подошёл к Калязину, где его всё это время ожидали русские войска.

## Бой под Калязином
Тем временем к концу июля русское войско подошло к Калязину; без шведского корпуса у Скопина-Шуйского было всего 3 тысячи человек, и он решил остаться на месте, ожидая возвращения шведов. Вскоре к нему присоединился отряд Христиана Сомме (250 конных и 720 пеших), посланный Делагарди перед отходом в Валдай; кроме того подходили ополченцы, и к концу августа в распоряжении русского военачальника было уже по разным источникам от 11 до 18 тысяч человек. Поскольку в большинстве своём войско состояло из крестьян, Скопин-Шуйский привлёк Сомме для руководства военным обучением ополченцев по голландскому образцу и писал позже Делагарди, что

без Христиерна ему едва ли удалось бы удержать в повиновении множество необученных людей, ежедневно стекавшихся к нему из Ярославля, Костромы и Поморья.

Ян Сапега, державший в осаде Троице-Сергиев монастырь, решил ликвидировать всё более увеличивающуюся угрозу и напал первым. Сражение состоялось 18 августа на берегу реки Жабня. У Сапеги было 5 полков в 12 тысяч человек, но он всё же был вынужден отступить. Спустя день тушинцы вернулись к монастырю, дав возможность русскому войску наращивать силы ещё месяц.

## Освобождение Москвы
11 сентября (по дневнику Сапеги — 6 сентября) союзники взяли Переславль, после подхода Делагарди — заняли Александрову слободу, вплотную подойдя к сапежинским отрядам. Сапега и Рожинский дважды 29 октября и 4 ноября пытались навязать генеральное сражение, но не смогли ничего сделать с хорошо укрепившимися войсками Скопина-Шуйского и Делагарди, которым даже удалось оказать помощь осаждённым в монастыре «продовольствием и посылкой нескольких сот воинов». 12 января 1610 года Сапега прекратил осаду монастыря и отступил в Дмитров, где 16 февраля был разбит отрядом боярина И. С. Куракина.
Несмотря на победы, шведско-русский союз был на грани разрыва. Корела, в нарушение всех сроков, до сих пор не была передана шведам. В свою очередь, Делагарди по инструкции короля заявил, что дополнительные силы прибудут к Москве только при условии передачи Орешка, Ивангорода и Колы. 17 декабря в Александровой слободе, ещё раз подтвердив скорую передачу Корелы, был подписан дополнительный договор о посылке подкреплений (в 4000 человек), обещая «полное Швеции учинить воздаяние, какое от неё требовано будет».
К началу весны 1610 года Тушинский лагерь практически развалился: самозванец бежал, многие его последователи примкнули к Сигизмунду, открыто вступившему в войну, и отправились к Смоленску. Таким образом блокада Москвы была снята, и 12 марта союзные войска торжественно вступили в столицу. Делагарди был встречен хлебом и солью, а 18 марта царь Василий Шуйский дал обед в честь шведского военачальника.

## Клушинская битва

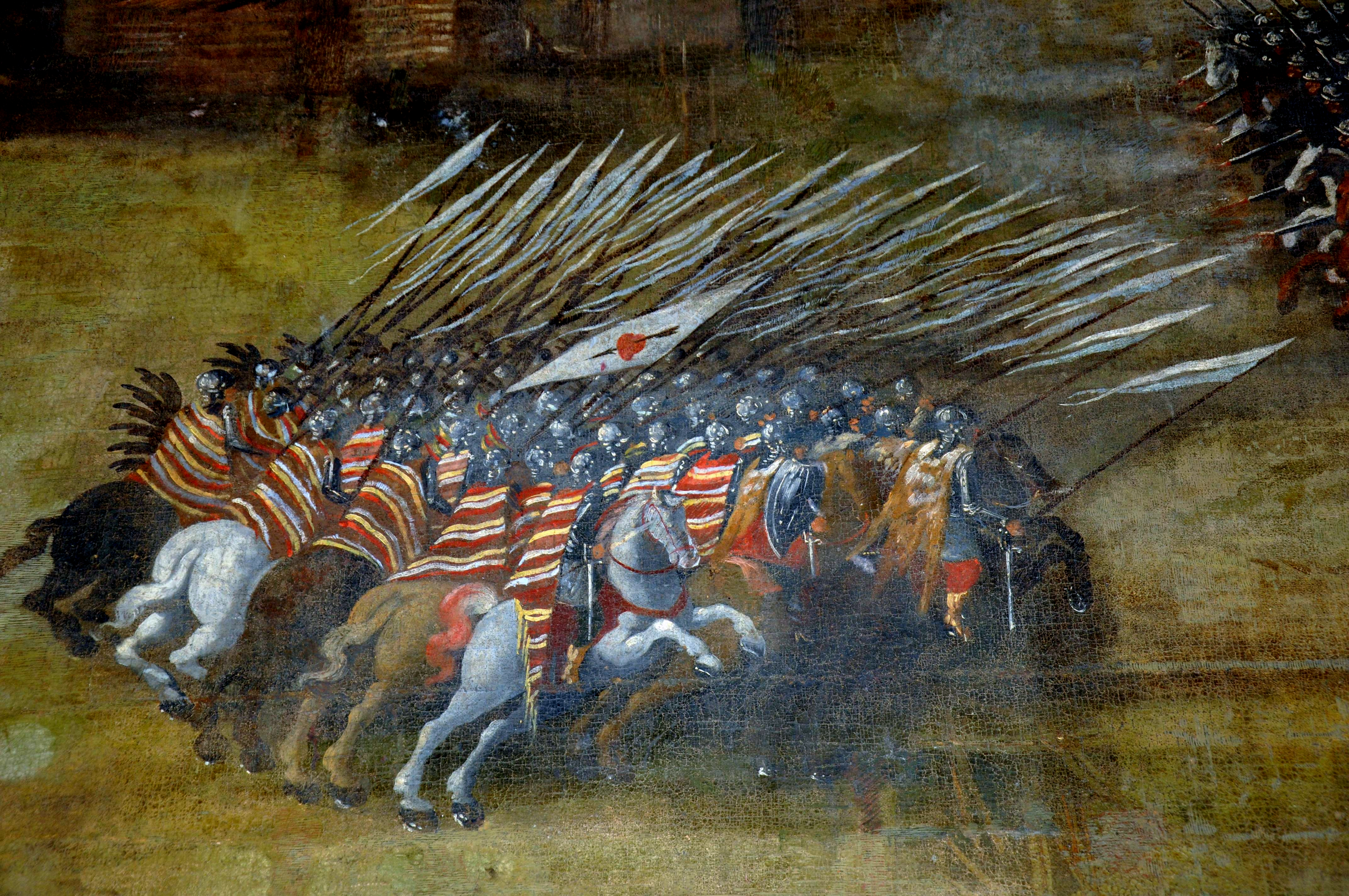
Клушинская битва. Атака польских «крылатых» гусар.

В апреле в Москве при загадочных обстоятельствах скончался популярный в народе М. В. Скопин-Шуйский. Командование армией было перепоручено брату царя Дмитрию Шуйскому. Василий в который уже раз подтвердил передачу Корелы, и корпус Делагарди, насчитывающий вместе с прибывшими подкреплениями не более 5 тысяч человек, отправился на соединение с русскими войсками к Можайску. Туда же из Выборга подошёл Горн с новым подкреплением в 2-3 тысячи наёмников.
24 июня у деревни Клушино союзные войска, направлявшиеся к осаждённому Смоленску, были перехвачены войском гетмана Жолкевского и в сражении потерпели сокрушительное поражение, решившее судьбу царствования Василия Шуйского. Не последнюю роль в этом сыграл переход наёмников на сторону поляков.
Мятеж был отчасти спровоцирован действиями самого Делагарди. Во-первых, он отложил выплату жалования наёмникам до окончания сражения, во-вторых, накануне он решил отправить в Швецию обоз с подарками царя, военной добычей, важными документами. Подготовка обоза не прошла незамеченной, и среди солдат начал распространяться слух, что Делагарди присвоил себе всю казну.
В разгар сражения наёмники, даже получившие своё жалование, разграбили обоз, лагерь Шуйского и «перебежали во вражеский лагерь». Делагарди заключил перемирие с Жолкевским, нарушив тем самым одно из условий Выборгского договора, в обмен на право прохода с войском в Выборг и обещание не служить московскому царю. Вернувшись в лагерь, он раздал оставшимся верными наёмникам «5 450 рублей золотом и серебряной монетой и 7 000 сукном и мехами». Однако наёмники остались недовольными, опять вспыхнул бунт. В конце концов Делагарди и Горну пришлось возвращаться в Торжок в сопровождении всего 400 шведов и финнов.
Из Торжка Делагарди написал царю письмо, в котором обещал дальнейшую военную помощь при условии регулярной выплаты жалования и передачи Корелы. Но уже в июле Василий Шуйский был низложен, а 17 августа бояре признали царём Владислава. Для Делагарди это означало сближение русского государства и Польши, с которой Швеция находилась в состоянии войны, поэтому уже в начале августа, учитывая инструкции короля, он направился к Кореле, намереваясь взять обещанное силой. Оправдывая враждебные действия Швеции, Юхан Видекинд писал:

Ведь в это время, когда повсюду проявлялись вероломство и московитская неблагодарность, а враги захватывали все, что попадалось, не было уже иного средства поправить шведские дела в Московии и получить вознаграждение за оказанные услуги, как искать своего права там, где это всего выгоднее.

Началась шведская интервенция.